# HMS Tally-Ho
Lo HMS Taly-Ho (pennant number P317) fu un sommergibile della Royal Navy britannica, appartenente alla classe T, entrato in servizio nell'aprile 1943 in piena seconda guerra mondiale.
Dopo alcune missioni nelle acque del nord Europa, il sommergibile fu prima destinato nel mar Mediterraneo ma nell'ottobre 1943 raggiunse Ceylon per operare nel teatro dell'Oceano Indiano nella seconda guerra mondiale contro l'Impero giapponese; il sommergibile svolse numerose missioni nelle acque dello stretto di Malacca, aggiudicandosi svariati affondamenti di unità da guerra e mercantili nemiche.
Sopravvissuto alla guerra, il Tally-Ho rimase in servizio con la Royal Navy come unità d'addestramento, venendo infine radiato e avviato alla demolizione nel febbraio 1967.

## Storia

### Entrata in servizio
Ordinato il 4 novembre 1940 alle ditte Vickers-Armstrongs e John Brown & Company, il battello fu impostato il 25 marzo 1942 nei cantieri navali di Barrow-in-Furness per poi essere varato il 23 dicembre 1942 con il nome di Tally-Ho (dall'omonimo richiamo tipico della caccia alla volpe), unica unità della Royal Navy a portare questo nome. Il sommergibile entrò ufficialmente in servizio il 12 aprile 1943, svolgendo nelle settimane seguenti prove ed esercitazioni a partire dalla base di Holy Loch.
Il 27 maggio 1943 il Tally-Ho raggiunse la base di Lerwick da cui il 31 maggio seguente partì per la sua prima missione di guerra, pattugliando il Mar di Norvegia fino al 17 giugno alla ricerca di U-Boot tedeschi ma senza far registrare eventi di sorta. Dopo essere rientrato ad Holy Loch per svolgere altre esercitazioni, il battello ne ripartì il 18 luglio per pattugliare le acque del Golfo di Biscaglia alla ricerca di sommergibili tedeschi, facendo registrare qualche avvistamento del nemico ma senza riuscire a mettere a segno alcun attacco; il sommergibile raggiunse quindi Gibilterra il 7 agosto, venendo destinato alle operazioni nel teatro bellico del mar Mediterraneo.
Il sommergibile intraprese quindi una crociera offensiva da Gibilterra il 17 agosto, pattugliando le acque del mar Mediterraneo occidentale; il battello fece registrare due lanci di siluri andati però a vuoto: il primo il 20 agosto a sud di Tolone ai danni di un piccolo convoglio tedesco (due mercantili scortati da altrettanti cacciasommergibili), il secondo il 22 agosto ai danni di due posamine tedeschi in rotta da La Spezia a Tolone. Il 30 agosto il Tally-Ho concluse il pattugliamento rientrando nella base di Algeri.

### Operazioni nell'Oceano Indiano
Il 1º settembre 1943 il sommergibile fu destinato alle operazioni belliche contro l'Impero giapponese nelle acque dell'Oceano Indiano, raggiungendo quindi il 14 ottobre la base di Colombo via canale di Suez dove entrò in forza alla 4th Submarine Flotilla della Eastern Fleet. Il 26 ottobre seguente il Tally-Ho intraprese la sua prima missione offensiva nel nuovo teatro, andando a pattugliare l'imboccatura settentrionale dello stretto di Malacca e le acque davanti alla base giapponese di Penang; il 6 novembre il battello britannico tentò senza successo di silurare il sommergibile tedesco U-178, mentre l'8 novembre seguente sfuggì senza danni all'attacco con bombe di profondità da parte di un cacciasommergibili giapponese. Il 10 novembre il Tally-Ho mise a segno il suo primo successo, colando a picco nello stretto di Malacca con una salva di siluri la nave cisterna d'acqua giapponese Kisogawa Maru da 1.914 tonnellate; due giorni dopo, sempre nella stessa zona, il battello britannico ebbe due fugaci incontri con un sommergibile nemico (probabilmente il giapponese I-166 in rientro a Penang dopo una missione nell'Oceano Indiano), ma non riuscì a portarsi in posizione d'attacco.
Rientrato a Colombo il 17 novembre 1943, il Tally-Ho ne ripartì il 3 dicembre seguente per un nuovo pattugliamento dello stretto di Malacca ma abbandonò la missione dopo pochi giorni a causa di problemi al periscopio. Dopo le riparazioni a Trincomalee, il sommergibile intraprese una nuova missione il 28 dicembre, spostandosi tra lo stretto di Malacca e le acque a sud delle isole Nicobare. L'11 gennaio 1944 il battello sorprese due unità giapponesi, l'incrociatore leggero Kuma e il cacciatorpediniere Uranami, mentre svolgevano esercitazioni anti-sommergibili davanti Penang: passato all'attacco, il sommergibile riuscì a colpire e colare a picco con due siluri il Kuma, sfuggendo poi indenne a un attacco con bombe di profondità dello Uramani. Prima di concludere il pattugliamento rientrando a Trincomalee il 18 gennaio il Tally-Ho ebbe il tempo di aggiudicarsi un altro successo, mandando a fondo il 15 gennaio con una salva di siluri la nave trasporto truppe Ryuko Maru da 2.963 tonnellate a sud di Port Blair.

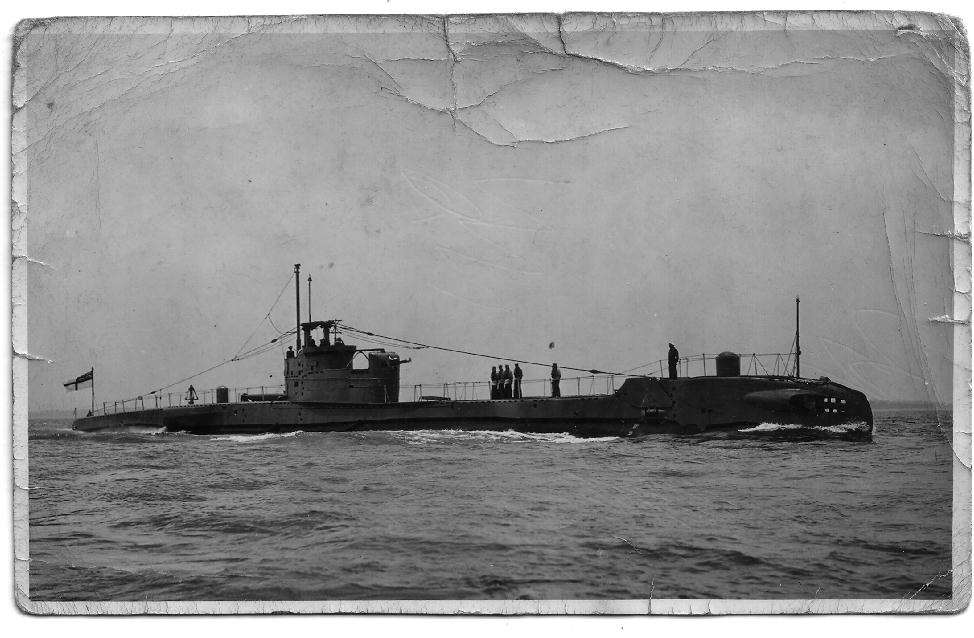
Il battello nel 1944 circa

Il Tally-Ho intraprese una nuova missione nello stretto di Malacca a partire dal 3 febbraio 1944; posizionatosi in agguato a sud di Penang, il 15 febbraio il battello sorprese e affondò con un siluro il sommergibile da trasporto tedesco U-It. 23 (ex Reginaldo Giuliani catturato alla Regia Marina italiana). Dopo altri avvistamenti senza esito, il 21 febbraio il Tally-Ho si aggiudicò l'affondamento nello stretto di Malacca della piccola nave da trasporto Daigen Maru No.6 da 510 tonnellate; la notte del 24 febbraio, tuttavia, il battello fu intercettato dalla torpediniera giapponese Kari mentre procedeva in emersione per ricaricare le batterie: l'unità giapponese riuscì a speronare il battello britannico, ma nonostante i danni il Tally-Ho si immerse e riuscì a dileguarsi. Fortemente sbandato, il sommergibile riuscì a raggiungere la base di Trincomalee il 1º marzo.
Dopo le riparazioni svolte nei cantieri di Colombo, il Tally-Ho tornò in azione il 9 maggio 1944, svolgendo una missione di posa di mine e di pattugliamento all'imboccatura dello stretto di Malacca fino al 3 giugno; un tentativo di attacco con i siluri al sommergibile tedesco U-532 il 17 maggio non andò a buon fine, ma il giorno seguente il mercantile giapponese Nichiyoku Maru rimase gravemente danneggiato dopo aver urtato una delle mine depositate dall'unità britannica. Un pattugliamento delle acque di Malacca tra il 24 giugno e il 18 luglio non portò ad alcun risultato, ma nel corso di una nuova missione iniziata il 6 agosto il Tally-Ho mandò a picco a colpi di cannone un piccolo battello costiero giapponese il 22 agosto e tre giunche da carico il 24 agosto, rientrando a Trincomalee senza danni il 30 agosto. Il battello intraprese una nuova sortita il 18 settembre e, dopo alcuni attacchi poco fruttosi a dei piccoli convogli costieri giapponesi il 30 settembre e il 4 ottobre, il 6 ottobre mandò a picco con il cannone il piccolo cacciasommergibili giapponese Cha 2 a sud-ovest di Penang; l'ufficiale addetto al cannone del Tally-Ho venne tuttavia mortalmente ferito dal fuoco di risposta dei giapponesi.
Dopo una sosta a Trincomalee il Tally-Ho tornò in mare il 29 ottobre 1944, svolgendo inizialmente la funzione di battello di salvataggio per aviatori alleati abbattuti durante una serie di raid aerei delle portaerei della Eastern Fleet contro le basi giapponesi nelle Nicobare; in seguito si spostò nello stretto di Malacca, sbarcando alcuni agenti dell'intelligence e tentando il 16 novembre un attacco ai danni di due sommergibili giapponesi rimasto però senza esito. Tra il 17 e il 18 novembre il Tally-Ho mandò a fondo a colpi di cannone dieci piccole giunche giapponesi nelle acque tra Langkawi e Penang, mentre il 20 novembre affondò con un siluro il dragamine Ma 4 a sud di Gran Nicobar; il sommergibile concluse quindi la sua dodicesima e ultima missione di guerra rientrando a Trincomalee il 23 novembre.

### Il dopoguerra
Il 3 dicembre 1944 il Tally-Ho lasciò Trincomalee alla volta del Regno Unito per sottoporsi a lavori di manutenzione generale; il sommergibile arrivò a Plymouth il 10 gennaio 1945 dopo un viaggio via Aden, canale di Suez, Malta e Gibilterra, trasferendosi poi a Blyth il 18 febbraio per essere messo ai lavori nei cantieri della Swan Hunter. Il battello rientrò in servizio il 31 luglio seguente, giusto poche settimane prima che le ostilità contro il Giappone avessero fine.
Il sommergibile rimase in servizio con la Royal Navy, svolgendo principalmente la funzione di unità d'addestramento nelle acque di casa e in quelle di Hong Kong. Il battello fu infine radiato dal servizio e avviato alla demolizione presso i cantieri di Briton Ferry il 10 febbraio 1967.